# نادي غلوبال
نادي غلوبال (بالإنجليزية: Global Football Club)‏ هو نادي كرة قدم فيليبيني تم تشكيله في مارس 2000. أحرز الفريق لقب دوري كرة القدم المتحد في 2012 لأول مرة في تاريخه.